# Байрак (ботанічний заказник)
Байра́к — ботанічний заказник місцевого значення в Україні. Об'єкт природно-заповідного фонду Харківської області. 
Розташований у межах Балаклійського району Харківської області, на північний схід від села Байрак. 
Загальна площа 1 га. Статус присвоєно згідно з рішенням облвиконкому від 03.12.1984 року № 562. Перебуває у віданні: Балаклійський держлісгосп (Балаклійське л-во, кв. 92, вид. 7). 
Типова байрачна діброва на північно-східній межі ареалу — комплекс типів лісу сухої і свіжої кленово-липової діброви та груп асоціацій дубових лісів татарсько-кленових, що занесені до Зеленої книги України. В трав'яному покриві переважають широкоареальні неморальні види, в тому числі й лікарські. Зокрема, під пологом дубового рідколісся та на галявинах — зарості конвалії травневої, чистотілу великого, медунки  лікарської.

## Галерея

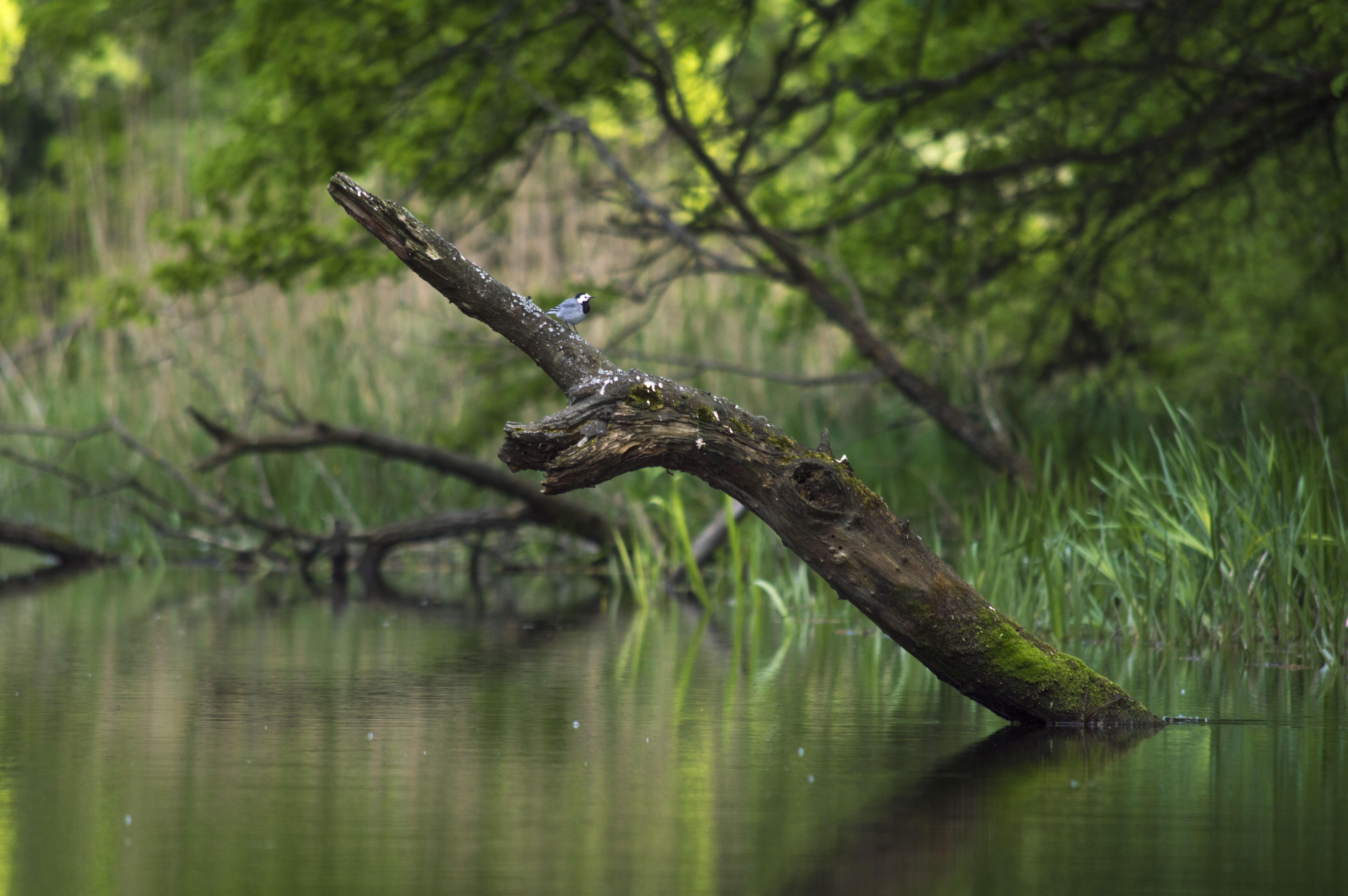
Плиска біла
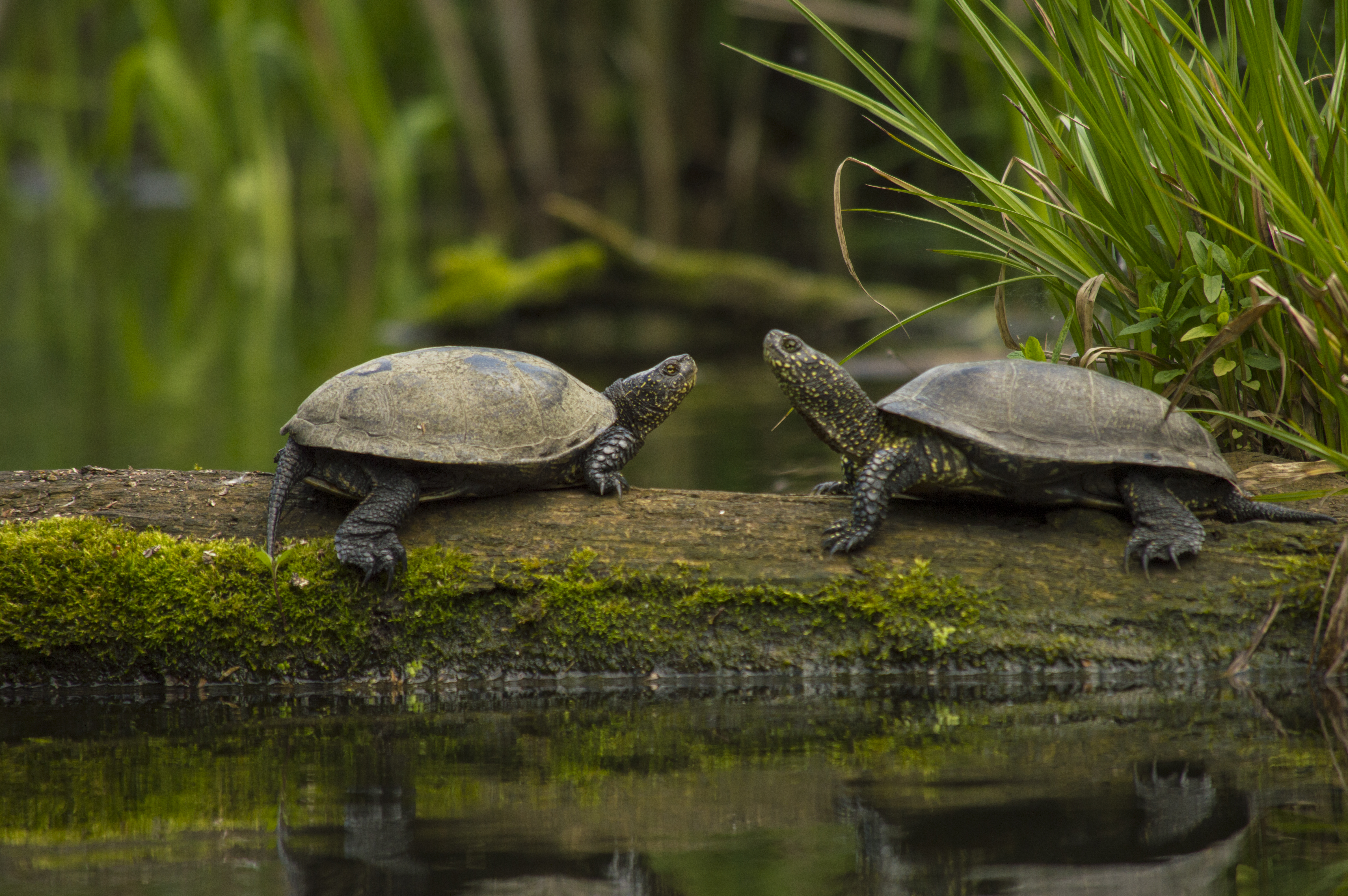
Болотна черепаха європейська
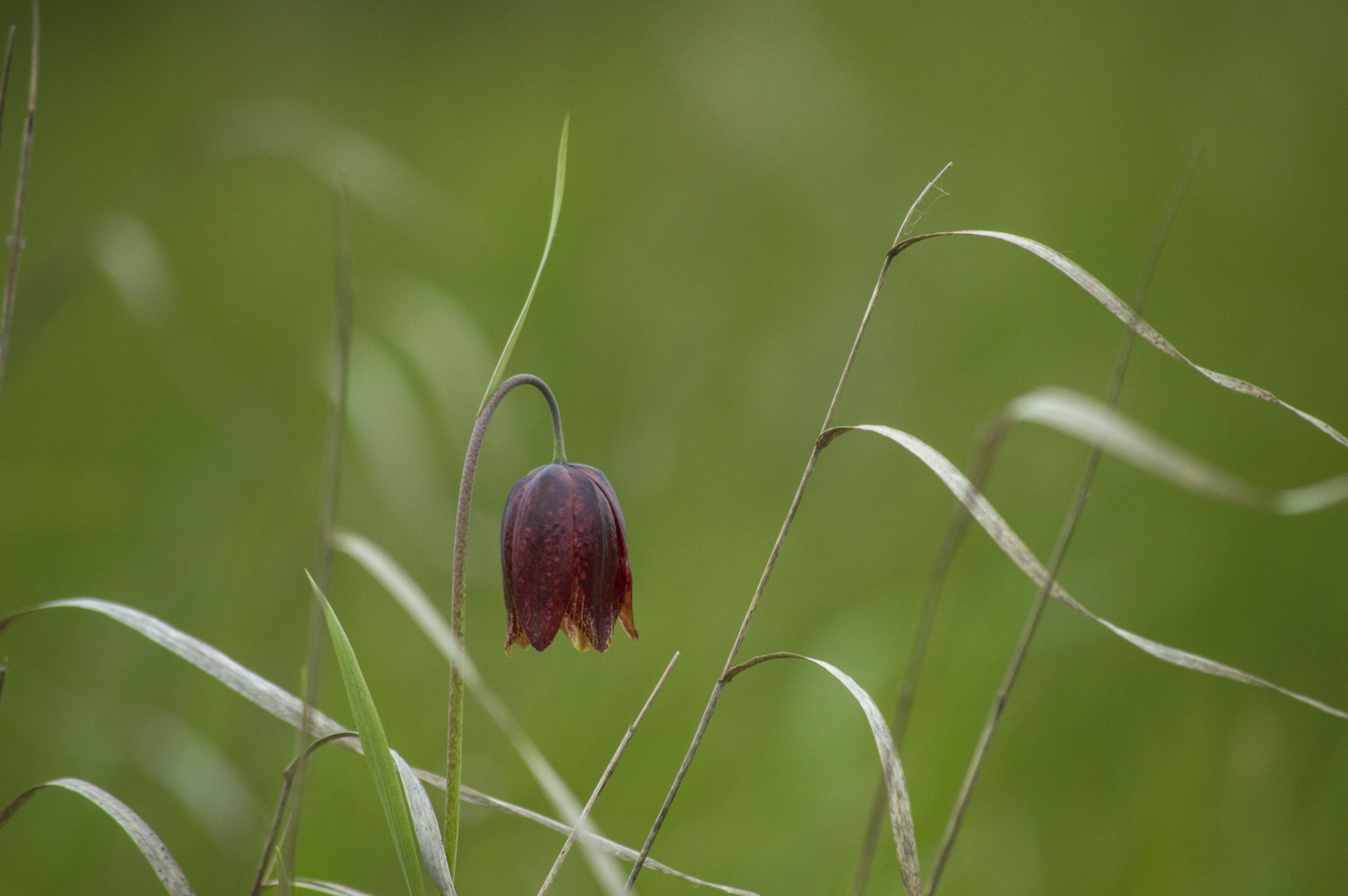
Рябчик малий